# Gabon a 2012. évi nyári olimpiai játékokon
Gabon a nagy-britanniai Londonban megrendezett 2012. évi nyári olimpiai játékok egyik részt vevő nemzete volt. Az országot az olimpián 5 sportágban 24 sportoló képviselte, akik összesen 1 érmet szereztek. Gabon első érmét szerezte az olimpiai játékok történetében.

## Érmesek
| Érem  | Versenyző     | Sportág   | Versenyszám     |
| ----- | ------------- | --------- | --------------- |
| Ezüst | Anthony Obame | Taekwondo | Férfi nehézsúly |

## Atlétika
Férfi
| Versenyző           | Versenyszám | Selejtező | Selejtező | Selejtező | Előfutam | Előfutam | Előfutam | Elődöntő | Elődöntő | Elődöntő | Döntő   | Döntő    |
| Versenyző           | Versenyszám | Idő       | Hely.     | Össz.     | Idő      | Hely.    | Össz.    | Idő      | Hely.    | Össz.    | Idő     | Helyezés |
| ------------------- | ----------- | --------- | --------- | --------- | -------- | -------- | -------- | -------- | -------- | -------- | ------- | -------- |
| Wilfried Bingangoye | 100 m       | 10,89     | 3.        | 14.       | kiesett  | kiesett  | kiesett  | kiesett  | kiesett  | kiesett  | kiesett | kiesett  |

Női
| Versenyző         | Versenyszám | Selejtező | Selejtező | Selejtező | Előfutam | Előfutam | Előfutam | Elődöntő | Elődöntő | Elődöntő | Döntő   | Döntő    |
| Versenyző         | Versenyszám | Idő       | Hely.     | Össz.     | Idő      | Hely.    | Össz.    | Idő      | Hely.    | Össz.    | Idő     | Helyezés |
| ----------------- | ----------- | --------- | --------- | --------- | -------- | -------- | -------- | -------- | -------- | -------- | ------- | -------- |
| Ruddy Zang Milama | 100 m       | kiemelt   | kiemelt   | kiemelt   | 11,14    | 3.       | 17.*     | 11,31    | 7.       | 19.*     | kiesett | kiesett  |

* - egy másik versenyzővel azonos eredményt ért el

## Cselgáncs
Női
| Versenyző     | Versenyszám  | Selejtező                                 | Nyolcaddöntő                     | Negyeddöntő       | Elődöntő          | Vigaszág elődöntő | Bronz- mérkőzés   | Döntő             | Helyezés |
| Versenyző     | Versenyszám  | Ellenfél Eredmény                         | Ellenfél Eredmény                | Ellenfél Eredmény | Ellenfél Eredmény | Ellenfél Eredmény | Ellenfél Eredmény | Ellenfél Eredmény | Helyezés |
| ------------- | ------------ | ----------------------------------------- | -------------------------------- | ----------------- | ----------------- | ----------------- | ----------------- | ----------------- | -------- |
| Audrey Koumba | Félnehézsúly | Odette Ntahonvukiye (BDI) · 020(0)–000(0) | Joó Abigél (HUN) · 000(0)–100(0) | kiesett           | kiesett           |                   |                   |                   | 9.       |

## Labdarúgás

### Férfi
| Gaboni férfi labdarúgócsapat-játékoskeret                                                                                             | Gaboni férfi labdarúgócsapat-játékoskeret                                                | Gaboni férfi labdarúgócsapat-játékoskeret                                                            |
| --- | ---------------------------------------------------------------------------------------- | --- |
| - Pierre-Emerick Aubameyang - André Biyogho - Cédric Boussoughou - Muller Dinda - Rémy Ebanega - Bruno Ecuele Manga* - Franck Engonga | - Lévy Madinda - Samson Mbingui - Axel Méyé - Anthony Mfa - Emmanuel Ndong - Henri Ndong | - Alexander N’Doumbou - Allen Nono - Stévy Nzambé - Jerry Obiang - Didier Ovono* - Merlin Tandjigora |

* - túlkoros játékos

#### Eredmények
Csoportkör
B csoport
| Csapat          | M | Gy | D | V | Rg | Kg | Gk | P |
| --------------- | - | -- | - | - | -- | -- | -- | - |
| Mexikó (MEX)    | 3 | 2  | 1 | 0 | 3  | 0  | +3 | 7 |
| Dél-Korea (KOR) | 3 | 1  | 2 | 0 | 2  | 1  | +1 | 5 |
| Gabon (GAB)     | 3 | 0  | 2 | 1 | 1  | 3  | –2 | 2 |
| Svájc (SUI)     | 3 | 0  | 1 | 2 | 2  | 4  | –2 | 1 |

| 2012. július 26. 17:15 (18:15) |

| Gabon (GAB)    | 1–1               | Svájc (SUI)                         |
| -------------- | ----------------- | ----------------------------------- |
| Aubameyang 45' | (1–1) Jegyzőkönyv | Mehmedi 5' (11-esből) Buff 32′, 78′ |

| St James’ Park, Newcastle Nézőszám: 15 748 Játékvezető: Wilmar Roldán (kolumbiai) |

| 2012. július 29. 14:30 (15:30) |

| Mexikó (MEX)                    | 2–0               | Gabon (GAB)      |
| ------------------------------- | ----------------- | ---------------- |
| dos Santos 63' 90+1' (11-esből) | (0–0) Jegyzőkönyv | Ndong 50′, 90+1′ |

| Ricoh Arena, Coventry Nézőszám: 28 171 Játékvezető: Ben Williams (ausztrál) |

| 2012. augusztus 1. 17:00 (18:00) |

| Dél-Korea (KOR) | 0–0         | Gabon (GAB) |
| --------------- | ----------- | ----------- |
|                 | Jegyzőkönyv |             |

| Wembley Stadion, London Nézőszám: 76 927 Játékvezető: Pavel Královec (cseh) |

| Csapat      | Helyezés |
| ----------- | -------- |
| Gabon (GAB) | 12.      |

## Ökölvívás
Férfi
| Versenyző         | Versenyszám | Selejtező                        | Nyolcaddöntő      | Negyeddöntő       | Elődöntő          | Döntő             | Helyezés |
| Versenyző         | Versenyszám | Ellenfél Eredmény                | Ellenfél Eredmény | Ellenfél Eredmény | Ellenfél Eredmény | Ellenfél Eredmény | Helyezés |
| ----------------- | ----------- | -------------------------------- | ----------------- | ----------------- | ----------------- | ----------------- | -------- |
| Braexir Lemboumba | Harmatsúly  | William Encarnación (DOM) · 6–15 | kiesett           | kiesett           | kiesett           | kiesett           | 17.      |
| Yannick Mbemy     | Váltósúly   | Bjambin Tüvsinbat (MGL) · 4–17   | kiesett           | kiesett           | kiesett           | kiesett           | 17.      |

## Taekwondo
Férfi
| Versenyző     | Versenyszám | Nyolcaddöntő                      | Negyeddöntő                          | Elődöntő                    | Vigaszág elődöntő | Bronz- mérkőzés   | Döntő                              | Helyezés |
| Versenyző     | Versenyszám | Ellenfél Eredmény                 | Ellenfél Eredmény                    | Ellenfél Eredmény           | Ellenfél Eredmény | Ellenfél Eredmény | Ellenfél Eredmény                  | Helyezés |
| ------------- | ----------- | --------------------------------- | ------------------------------------ | --------------------------- | ----------------- | ----------------- | ---------------------------------- | -------- |
| Anthony Obame | Nehézsúly   | Kaino Thomsen-Fuataga (SAM) · 9–2 | Robelis Despaigne (CUB) · 1–0 (h.h.) | Bahri Tanrıkulu (TUR) · 3–2 |                   |                   | Carlo Molfetta (ITA) · 9–9 (bírói) |          |